# The Wall: Cambia tu vida
The Wall: Cambia tu vida es la adaptación española del concurso estadounidense homónimo de NBC. El programa estrenado desde el 23 de junio de 2017 hasta el 8 de septiembre de 2017 se emitió en Telecinco presentado para Carlos Sobera y ha sido grabado en los Studios 204 Saint-Denis de París junto a casi todas las versiones europeas de este formato de televisión.

## Desarrollo
En este juego, participaban una pareja de concursantes que tenían que contestar correctamente a preguntas de cultura general delante una Máquina de Galton (muro) alta 12 metros con siete posiciones de caída del 1 al 7 y abajo quince cajones cada uno con un diferente valor. Durante el juego, la pareja tenía como objetivo el de ganar el mayor premio posible hasta 1.374.995 €.
El concurso se desarrollaba en tres fases y el valor de los cajones era así determinado:
| Cajones | 1 | 2     | 3   | 4      | 5  | 6      | 7 | 8      | 9 | 10     | 11 | 12     | 13  | 14      | 15 |
| ------- | - | ----- | --- | ------ | -- | ------ | - | ------ | - | ------ | -- | ------ | --- | ------- | -- |
| Fase 1  | 1 | 500   | 100 | 2.000  | 10 | 1.000  | 1 | 5.000  | 1 | 1.000  | 10 | 2.000  | 100 | 500     | 1  |
| Fase 2  | 1 | 1.000 | 100 | 2.000  | 10 | 5.000  | 1 | 10.000 | 1 | 20.000 | 10 | 25.000 | 100 | 50.000  | 1  |
| Fase 3  | 1 | 5.000 | 100 | 10.000 | 10 | 20.000 | 1 | 30.000 | 1 | 40.000 | 10 | 50.000 | 100 | 100.000 | 1  |

### Primera fase: Caída libre
En esta primera fase, los concursantes jugaban juntos y tenían que contestar correctamente a cinco preguntas con dos opciones de respuesta. Hizo la pregunta de la Máquina de Galton caían tres bolas de las posiciones 1, 4 y 7 que correspondían a las dos extremidades y al centro del muro. Durante la caída hasta el momento que una de las bolas entrara en un cajón, la pareja tenía la posibilidad de cambiar la respuesta.
Si la pareja contestaba correctamente, el valor que se iba determinando de las tres bolas caídas se agregaba al bote, en cambio, si la respuesta era incorrecta el valor se deducía del bote aunque si la pareja haya respondido después que una bola se sea ya caída en uno de los cajones.
La cantidad máxima que se podía ganar en esta fase es de 75.000 €.

### Segunda fase
Después de la primera fase, la pareja venía separada y un componente tenía que contestar las preguntas en una cabina de aislamiento, sin saber si había fallado, si estaba ganando el bote y cuanto estaba ganando. El otro concursante, en cambio, delante el muro tenía que cargar las bolas en la Máquina de Galton.
Durante esta fase de juego, del muro caían dos bolas verdes que hacían añadir el valor de los cajones al bote, dos bolas rojas que hacían sustraer el valor de las al bote y tres bolas blancas que correspondían a las preguntas que el concursante aislado tuvo que contestar.
En principio, el jugador delante el muro tenía que elegir la posición de caída del 1 al 7 de las dos bolas verdes que puede hacer la misma o diferentes, y luego el concursante aislado tenía que responder a tres preguntas con tres opciones de respuesta. Si él contestaba correctamente las bolas blancas posicionadas en la Máquina de Galton se convertían en verde y hacían añadir dinero al bote, de otra manera, las bolas se convertían en rojo y hacían sustraer dinero del bote.
En la segunda pregunta y en la tercera, el concursante delante el muro, podía elegir si hacer un tiro doble o un tiro triple que permitía de doblar o triplicar el valor de la pregunta lanzando dos o tres bolas de la misma posición de caída. 
Terminadas las preguntas, del muro caían dos bolas rojas en simultáneo de la misma posición de las verdes en el inicio de la fase, pero si el bote de la pareja estaba a 0 € después la tercera pregunta no hacía alguna caída.
La cantidad máxima que se podía ganar en esta fase es de 399.998 € comprendidos tiros doble y triple.

### Tercera fase
En la tercera fase, las reglas eran casi similares a la segunda fase, con la diferencia que en el principio se lanzaban tres bolas verdes una después la otra y en el final de la misma posición caían tres bolas rojas que determinaban el valor del bote final que podía ser 0 € como otra cifra. Además, las tres preguntas tenían cuatro opciones de respuesta, y como en la segunda fase se podía hacer también un tiro doble o triple en la segunda y tercera pregunta.
La cantidad máxima que se podía ganar en esta fase es de 899.997 € comprendidos tiros doble y triple.

### El contrato
Terminada la segunda fase y caídas las últimas tres bolas rojas, el concursante aislado recibía un cilindro contenente un contrato. En el contrato, estaba indicada una cantidad determinada de dinero del cual no podía conocer la cantidad salvo la mínima de la primera fase del programa al no saber ni poder con ello calcular las preguntas acertadas en las fases de aislamiento, que si este contrato se firmaba garantizaba un premio que podía ser mayor o menor del bote acumulado. Se trataba de una decisión a ciegas sin saber no solo el dinero que ha podido acumular, ni la suerte de las bolas verdes y rojas, sino tampoco sabe la cantidad de dinero del contrato aunque ese dispone de valor al no saber las preguntas acertadas. Cabe destacar que si se supiera bastaría con Nº aciertos = (Valor del Contrato - Valor Primera Fase) /2.500€. Solo conoce la variable Valor Primera Fase que es cuando participan los dos antes del aislamiento.
Si el contrato se firmaba, la pareja renunciaba al bote final y ganaba el premio indicado en este último, en cambio, el concursante aislado si rechazaba y destruía el contrato aceptaba el bote final ganado ignoro de la cifra exacta del premio.
El juego terminaba, cuando el concursante aislado subía de la cabina insonorizada y anunciaba su decisión delante su compañero frente al muro sobre la firma o el rechazo del contrato.
La cantidad de dinero contenida en el contrato era determinada del bote conseguido hasta el término de la primera fase más 2.500 € por cada respuesta correcta en la segunda y tercera fase por un total de 90.000 € como premio máximo.

## Audiencias
| Temporada | Temporada | Episodios | Estreno             | Final                   | Audiencia media | Audiencia media | Audiencia media |
| Temporada | Temporada | Episodios | Estreno             | Final                   | Espectadores    | Cuota           |                 |
| --------- | --------- | --------- | ------------------- | ----------------------- | --------------- | --------------- | --------------- |
|           | 1         | 12        | 23 de junio de 2017 | 8 de septiembre de 2017 | 1 382 416       | 11,01 %         |                 |

### Episodios
| Fecha                   | Características del programa      | Espectadores | Share  | Premio Final |
| ----------------------- | --------------------------------- | ------------ | ------ | ------------ |
| 23 de junio de 2017     | Programa 1 / Ana y Raquel         | 1 873 000    | 17,3 % | 103.767 €    |
| 30 de junio de 2017     | Programa 2 / Tere y Leonor        | 2 015 000    | 15,8 % | 202.819 €    |
| 7 de julio de 2017      | Programa 3 / Maite y Miren        | 1 346 000    | 10,5 % | 0 €          |
| 14 de julio de 2017     | Programa 4 / Blanca y Alejandro   | 1 486 000    | 12,5 % | 129.988 €    |
| 21 de julio de 2017     | Programa 5 / Abraham y Jessica    | 1 500 000    | 12,5%  | 114.511 €    |
| 28 de julio de 2017     | Programa 6 / Julio y Cris         | 1 339 000    | 11,7 % | 0 €          |
| 4 de agosto de 2017     | Programa 7 / Esperanza y Mari Paz | 1 288 000    | 12,0 % | 34.115 €     |
| 11 de agosto de 2017    | Programa 8 / Cris y Betty         | 1 210 000    | 11,2 % | 0 €          |
| 18 de agosto de 2017    | Programa 9 / Alfredo y Antonio    | 1 219 000    | 10,7 % | 75.110 €     |
| 25 de agosto de 2017    | Programa 10 / Fran y Ángela       | 1 292 000    | 11,1 % | 0 €          |
| 1 de septiembre de 2017 | Programa 11 / Kelly y Jessica     | 1 423 000    | 10,9 % | 30.096 €     |
| 8 de septiembre de 2017 | Programa 12 / Mónica y Ángel      | 598 000      | 8,4 %  | 94.214 €     |

## Polémica del programa
Cabe destacar que debido a que aparentemente las bolas verdes tienden a caer en cantidades más bajas que las rojas que lo hacen en cantidades altas más veces, se crea el escepticismo del azar y se cree que el concurso está amañado. Esa polémica desató en foros y redes sociales dudando de la fiabilidad del programa.